# Ivan Della Mea
(Ivan Della Mea, O cara moglie)
(Ivan Della Mea, Ballata per Ciriaco Saldutto)
Ivan Della Mea, all'anagrafe Luigi (Lucca, 16 ottobre 1940 – Milano, 14 giugno 2009), è stato un cantautore, scrittore e giornalista italiano.
Era il fratello minore del giornalista e attivista politico Luciano Della Mea (1924-2003).

## Biografia
È nato a Lucca il 16 ottobre 1940, ma si è trasferito in giovanissima età a Milano, divenendo un cantante e un autore milanese anche per la scelta linguistica come la ballata contemporanea in dialetto milanese El me gatt (ripresa dai Gufi, da Francesco Guccini e tradotta in napoletano da Daniele Sepe), Ringhera (dedicata in parte alla Strage di piazza della Loggia del 28 maggio 1974), Mio dio Teresa tu sei bella, La ballata dell'Ardizzone. Protagonista della Nuova canzone politica italiana dagli anni sessanta (sua tra le tante è O cara moglie, pubblicata su 45 giri nel 1966), ha avuto per compagni di strada Fausto Amodei, Michele Straniero, Sandra Mantovani, Giovanna Daffini, Rudi Assuntino, Gualtiero Bertelli, Alfredo Bandelli, Paolo Pietrangeli, Giovanna Marini, Sandra e Mimmo Boninelli, Alessio Lega e gruppi come il Nuovo canzoniere milanese, il Canzoniere Pisano, il Nuovo Canzoniere Bresciano, gli E'Zezi di Pomigliano d'Arco, gli Apuamater, il Gruppo Padano di Piadena, I giorni Cantati, il Canzoniere Veneto, Peppino Marotto e i cantori di Orgosolo, Pino Masi e tanti altri.
Nel 1956 si iscrive al Partito Comunista Italiano. Prima di occuparsi di musica svolge vari lavori: operaio in una fabbrica elettromeccanica, barista, scaricatore, fattorino con bicicletta di una drogheria milanese, fattorino senza bicicletta al Calendario del Popolo di Giulio Trevisani, rivista mensile nella quale diventerà prima correttore di bozze, poi redattore, inoltre redattore al giornale Stasera, revisore di collane periodiche della Mondadori (Gialli, Urania, Segretissimo) per le quali ha scritto alcuni racconti. Comincia a scrivere canzoni nel 1957 mentre nel 1962 incontra Gianni Bosio.
Della Mea racconta la sua vita in una serie di interviste registrate per il film documentario "A quel omm" (dal titolo di un suo brano) realizzato da Isabella Ciarchi nel 2008. Nel documentario racconta della sua infanzia all'orfanotrofio, dell'incontro con la famiglia, delle profonde liti dei genitori, degli anni trascorsi in strada vivendo sulle panchine di Milano, della prima audizione, della militanza politica.
All'1:30 di domenica 14 giugno 2009 è morto inaspettatamente all'Ospedale San Paolo di Milano (dove era stato ricoverato d'urgenza per un malore avvenuto in seguito ad un lungo periodo di cattiva salute). Martedì 16 mattina si è tenuto il funerale laico nel Circolo ARCI Corvetto; in seguito la salma è stata cremata presso il cimitero di Lambrate, e le ceneri sono state poi portate al cimitero di Chiaravalle, tumulate in una celletta. Nei mesi successivi è stato ricordato con concerti-omaggio in varie città italiane.

### Attività musicale
Insieme a Bosio, Ivan Della Mea è uno dei fondatori del Nuovo Canzoniere Italiano, con cui farà un'intensa attività di spettacoli, dischi, ma anche di ricerca. Le sue prime incisioni fanno parte del disco Canti e inni socialisti, prodotto nel 1962 per il 70º anniversario della fondazione del Partito Socialista Italiano, mentre per la neonata etichetta musicale I dischi del sole pubblica il suo primo LP, Ballate della piccola e della grande violenza. La sua produzione discografica si articola in alcuni di 45 giri come O cara moglie e in diversi 17 cm 33 giri come Ballate della grande e della piccola violenza del 1962 e, a seguire, La mia vita ormai e Ho letto sul giornale.
Il primo LP Io so che un giorno del 1966; a seguire Il rosso è diventato giallo del 1969, Se qualcuno ti fa morto 1972, La balorda 1972 (successivamente ripresentata da Felice Andreasi ed alcuni anni dopo da Monica Vitti) con la celebre Ballata per Ciriaco Saldutto, dedicata allo studente torinese vissuto in borgo San Donato e morto suicida dopo essere stato bocciato; Ringhera dedicata alla strage in Piazza della Loggia a Brescia 1974; Fiaba grande del 1975, La piccola ragione di allegria del 1978, Sudadio-Giudabestia I e II del 1979-1980; Karlett 1984; Ho male all'orologio CD per "il manifesto" 1997 e La Cantagranda - forse walzer 2000. Le sue tappe artistiche non sono solo rappresentate solo dai dischi a suo nome, ma anche e soprattutto dalla sua presenza attiva agli spettacoli organizzati dal Nuovo Canzoniere Italiano: in particolare egli partecipa nel 1963 ad uno spettacolo di canzoni padane con Fausto Amodei, Giovanna Daffini, Sandra Mantovani, Michele Luciano Straniero e Rudi Assuntino; nel 1964 a L'altra Italia e a Pietà l'è morta (la resistenza nelle canzoni); dal 24 aprile al 2 giugno 1965 prende parte alle trentacinque repliche di Bella ciao, nel 1966 a Ci ragiono e canto; nel 1967 partecipa con Giovanna Marini all'Encuentro Internacional de la Cancion comprometida sul canto di protesta tenutosi a Cuba. Il 2 dicembre 1967 lascia il Nuovo Canzoniere Italiano per dissenso politico-culturale con Gianni Bosio.
Nel 1969 scrive insieme a Franco Solinas il soggetto dello Spaghetti-western Tepepa con protagonista Tomas Milian e la partecipazione di Orson Welles. Nel giugno 1971 dopo un chiarimento con Bosio rientra nel Nuovo Canzoniere Italiano. Dall'aprile 1985 all'aprile 1997 è presidente del Circolo ARCI Corvetto di Milano; e il 20 maggio 1996 succede allo scomparso Franco Coggiola nella direzione dell'Istituto Ernesto De Martino, con sede a Sesto Fiorentino. Nel 1997 realizza per il manifesto il CD Ho male all'orologio; nel 2000, sempre per il manifesto incide il CD La cantagranda (forse walzer), nel quale spicca un ostico e suggestivo brano come Il capitano. Le ultime canzoni di Ivan Della Mea si fanno notare anche per il composito e spesso insolito e del tutto particolare impasto linguistico nel quale il milanese continua a recitare una parte privilegiata (come nel pezzo Sciàmbola, eseguito da Claudio Cormio).

### Attività letteraria e giornalistica
Suoi i seguenti libri: Fiaba d'orso, di bagatto di un giorno centenario [romanzo, Bertani Ed.-Circolo del Pestival, collana I Senzastoria, 1984]; Il sasso dentro [Interno Giallo editore, 1990]; L'Ambrosiana [poesie, Pacini editore, collana I vagabondi, 1992]; Se nasco un'altra volta ci rinuncio [primo Premio Forte dei Marmi 'per il libro più divertente dell'anno'; Interno Giallo editore, 1992]; Un amore di luna [racconti, Granata press, 1994]; Sveglia sul buio [romanzo, Granata press 1995]; La cantagranda [poesie, Bandecchi&Vivaldi-Il Grandevetro editori, 1998]; Prima di dire [poesie, Jaca Book-il Grandevetro editori, 2004]; Accadde a Tuscamelot [Jaca Book-il Grandevetro 2006]. Giornalista pubblicista intestatario di rubriche fisse su l'Unità e su Liberazione, collaboratore di questi due giornali ha scritto soprattutto per il manifesto. È stato direttore responsabile della rivista di immagini, politica e cultura Il Grandevetro.

## Discografia

### Album in studio
- 1966 - Io so che un giorno (I Dischi del Sole, DS 122/24)
- 1969 - Il rosso è diventato giallo (I Dischi Dello Zodiaco, VPA 8104)
- 1972 - La balorda (I Dischi Dello Zodiaco, VPA 8165)
- 1972 - Se qualcuno ti fa morto (I Dischi del Sole, DS 1009/11)
- 1974 - Ringhera (I Dischi del Sole, DS 1045/47)
- 1975 - Fiaba grande (I Dischi del Sole DS 1060/62)
- 1978 - La piccola ragione di allegria (I Dischi del Sole, DS 1090/92)
- 1979 - Sudadio giudabestia (I Dischi del Sole, DS 1114/16)
- 1980 - Sudadio giudabestia 2 (I Dischi del Sole, DS 1120/22)
- 1983 - Karlett (I dischi del Sole)
- 1997 - Ho male all'orologio (il manifesto)
- 2000 - La cantagranda forse walzer (il manifesto)

### EP
- 1962 - Ballate della violenza (I Dischi del Sole, DS 19)
- 1964 - Ho letto sul giornale (I Dischi del Sole, DS 36)
- 1965 - La mia vita ormai (I Dischi del Sole, DS 43)
- 1972 - La nave dei folli (I Dischi del Sole, DS 78)

### Singoli
- 1966 - Noi lo chiamiamo Vietnam/Ballo tondo del Vietnam (I Dischi del Sole, DS 204)
- Ottobre 1966 - O cara moglie/Io ti chiedo di fare all'amore (I Dischi del Sole, DS 205)
- 1967 - Ciò che voi non dite/La linea rossa (Linea Rossa, LR 45/3; con Giovanna Marini)
- 1968 - Creare due tre molti Vietnam/Comandante Che Guevara (Linea Rossa, LR 45/12; con Paolo Ciarchi)
- 1970 - O cara moglie/Piccolo uomo (I Dischi del Sole, DS 208; con Paolo Ciarchi)
- 1972 - Ballata per Franco Serantini/Davanti a San Giulio (Linea Rossa, LR 45/12)

## Opere letterarie
- Il sasso dentro (edizioni Interno Giallo) 1990
- Se nasco un'altra volta ci rinuncio (edizioni Interno Giallo) 1992
- Cantata Ambrosiana (edizioni Il Grandevetro) 1992
- Sveglia sul buio (edizioni Est) 1997
- Cantagranda (edizioni Il Grandevetro/Jaca Book) 1998
- Prima di dire, cantate. Dalla caduta del muro di Berlino alla seconda guerra del Golfo (edizioni Jaca Book) 2004
- Accadde a Tuscamelot (edizioni Jaca Book) 2005
- Se la vita ti dà uno schiaffo (edizioni Jaca Book) 2009
- Un inedito e testimonianze (edizioni Il Grandevetro/Jaca Book) 2010